# Hatfields and McCoys
Hatfields and McCoys és una mini-sèrie estatunidenca en tres parts creada per Ted Mann i difosa des del 28 de maig al 30 de maig de 2012 a la cadena History.
S'inspira en fets reals que van oposar dues famoses famílies americanes, entre 1863 i 1891. Els Hatfield, que vivien a Virgínia de l'Oest, dirigits per William Hatfield, i els McCoy, que vivien a Kentucky, encapçalats per Randolph McCoy.

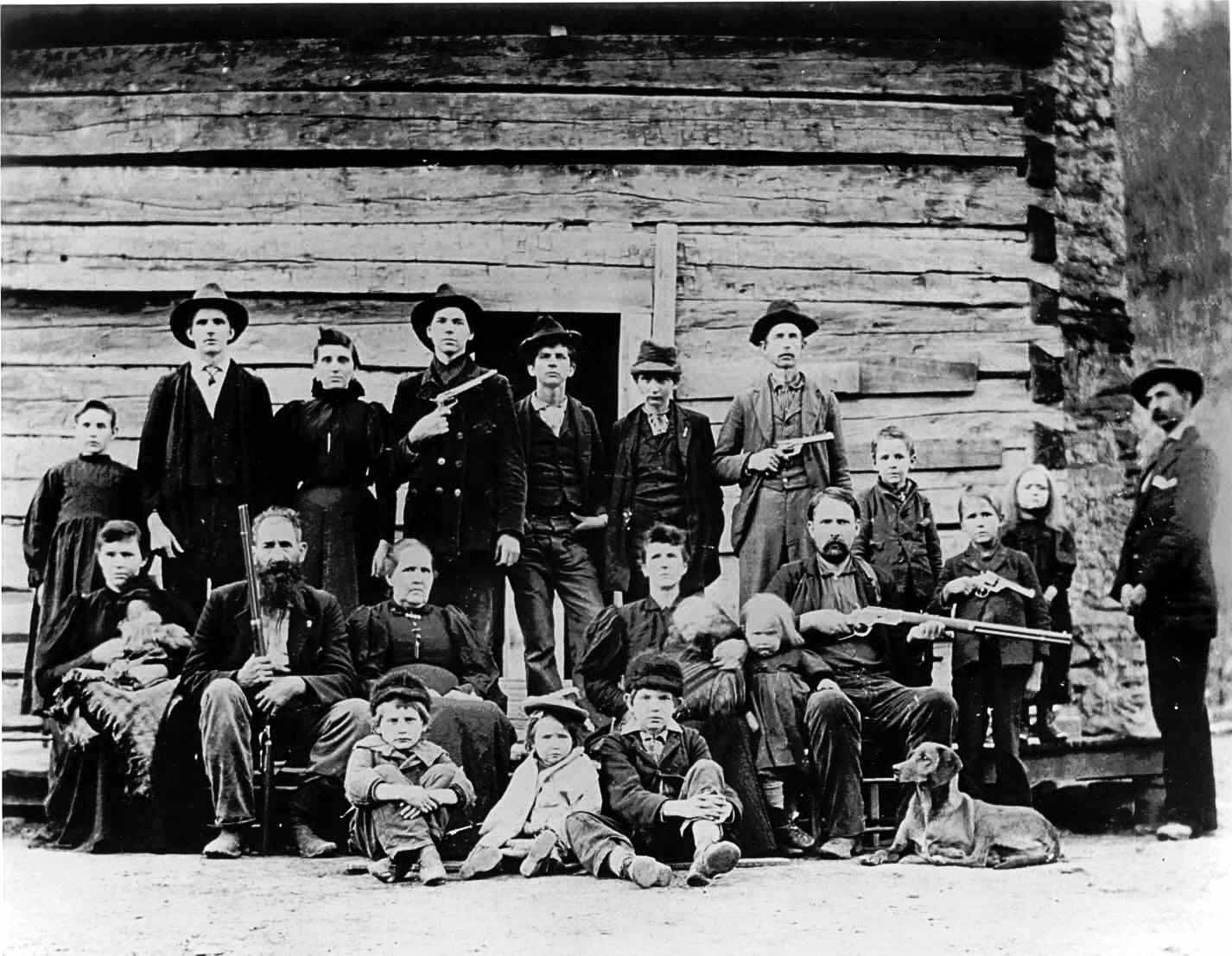
La família Hatfield l'any 1897

## Sinopsi
Anse "el Dimoni" Hatfield i Randall McCoy, dos amics pròxims i aliats durant la guerra de Secessió, tornen a les seves ciutats natals de Virgínia Occidental l'un, i de Kentucky l'altre, mentre que la tensió puja, la incomprensió i els ressentiments escombren tot al seu pas, fins que una batalla esclata entre les dues famílies. Els amics, els veïns i les forces exteriors s'ajunten al combat, portant els dos Estats cap a una nova Guerra Civil.

## Repartiment

### Actors principals
- Kevin Costner: William Anderson "Anse el Dimonk" Hatfield
- Bill Paxton: Randolph "Randall" McCoy
- Matt Barr: Johnse Hatfield
- Joe Absolom: Selkirk McCoy
- Tom Berenger: Jim Vance
- Powers Boothe: Wall Hatfield
- Noel Fisher: Ellison "Cotton Top" Mounts
- Mare Winningham: Sally McCoy
- Ben Cartwright : Parris McCoy
- Max Deacon: Calvin McCoy
- Andrew Howard: Frank "Bad" Phillips
- Jena Malone: Nancy McCoy
- Sarah Parish: Levicy Hatfield
- Lindsay Pulsipher: Roseanna McCoy
- Ronan Vibert: Perry Cline
- Boyd Holbrook: William "Cap" Hatfield
- Tom McKay/Mckay: Jim McCoy
- Sam Reid: Tolbert McCoy
- Jilon VanOver: Ransom Bray

## Banda sonora i rodatge
La banda sonora de la mini-sèrie va ser composta per John Debney i Tony Morales, amb música addicional de Kevin Costner and Modern West, i inclou la participació de la vocalista Lisbeth Scott a  The Long Road Down .
Si bé els esdeveniments històrics recreats van transcórrer a la vall del riu Tug Fork, que neix a les muntanyes Apalatxes entre els estats de Virgínia Occidental i Kentucky, la minisèrie va ser rodada a Transsilvània, Romania, amb els Carpats en lloc dels Apalatxes.

## Premis
- 2012 : Premis Satellite: Millor mini-sèrie o millor telefilm
- 2013 : Globus d'Or al millor actor en minisèrie o telefilm per a Kevin Costner
- 2013 : Premi Screen Actors Guild al millor actor a un telefilm o a una mini-sèrie per a Kevin Costner
- 2013 : Millor guió original per a una mini-sèrie o un telefilm al Writers Guild of America Awards